# Das Tal des Todes
Das Tal des Todes ist ein US-amerikanischer Western aus dem Jahr 1935 von Otho Lovering mit Dean Jagger und Gail Patrick in den Hauptrollen. Der Film wurde von Paramount Productions produziert und basiert auf dem Roman Wanderer of the Wasteland von Zane Grey.

## Handlung
In der Hoffnung, Gold zu finden, reist Adam Larey mit seiner Verlobten Ruth Virey und deren Eltern ins Death Valley. Adams Bruder Guerd bittet ihn, in die Wüstensradt Picacho zu kommen. Guerd will seinen Bruder um dessen Geld betrügen, um damit eine Spielschuld zurückzuzahlen, die Guerd bei Sheriff Collinshaw hat. Während eines Pokerspiels wird Adam von Guerd und Collinshaw betrunken gemacht. Als Adam Guerd beim Falschspiel erwischt, weigert er sich zu zahlen und es kommt zu einem Kampf. Nachdem ein Schuss losgeht, der Guerd verwundet, droht Collinshaw, Adam zu hängen.
Adam erzählt Ruth, was passiert ist und flieht zu Fuß in die Wüste. Als er zusammenbricht, wird er von dem alten Goldsucher Dismukes gerettet, der seit Jahren im Death Valley Gold schürft. Als zwei von Collinshaws Deputies, Scott und Hines, in der Wüste nach Adam suchen, vergräbt Dismukes ihn mit einem Rohr zum Atmen im Sand und rettet ihn so vor der Verhaftung. Nach der Ankunft in seiner Mine gibt Dismukes Adam einen neuen Namen und bereitet ihn auf eine Reise durch die Wüste zu Dismukes' indianischen Freunden vor, bei denen Adam den Winter verbringen soll. Unterwegs entläuft Adam sein Esel und wird von dem Gesetzlosen Big Ben ausgeraubt, der eigentlich Dismukes als Opfer geplant hatte. Big Ben hält Adam gefangen, zusammen mit einem Mann, der Adams Geld versteckt hat. Der Mann wird so schlimm geschlagen, dass er stirbt, bevor Adam ihn befreien kann. Adam selbst flieht nach Tecopath, um Dismukes zu finden. Er erfährt, dass er mit Ruth gegangen ist, um ihre Eltern zu begraben, die beim Versuch, die Wüste zu durchqueren, verhungert sind. Adam kommt rechtzeitig an, um Dismukes und Ruth zu retten. Big Ben wird in der Grube, in der die Maultiere das Erz zermahlen, zu Tode getrampelt.
Adam kehrt nach Picacho zurück, um sich Collinshaw zu stellen. Er findet jedoch nur Dismukes alten Partner Merryvale vor, der Sheriff wurde, nachdem Picacho zu einer Geisterstadt wurde, als das Gold ausging. Merryvale erklärt, dass Guerd zwar von Adam verwundet worden war, aber kurz nach Adams Verschwinden von Collinshaw ermordet wurde. Merryvale ließ Collinshaw für den Mord hängen. Adam kehrt zu Ruth zurück und Dismukes verlässt Death Valley, um sich mit seinen Ersparnissen zur Ruhe zu setzen.

## Hintergrund
Der Film ist eine Neuverfilmung des 1924 entstandenen Westerns Der Wanderer aus dem Todestale, ebenfalls von Paramount produziert. Eine weitere Filmadaption wurde 1945 von RKO Pictures produziert.

## Veröffentlichung
Die Premiere des Films fand am 20. September 1935 statt. Im Deutschen Reich kam er am 27. Juli 1939 in die Kinos.